# William Walker Stockfleth (søofficer)
 Der er flere personer med dette navn, se William Walker Stockfleth.
William Walker Stockfleth (født 20. februar 1737 i Norderhov i Norge, død 1. april 1818 i Vestby præstegård ved Moss) var en norsk søofficer i den dansk-norske marine, optaget i den danske adelstand. Han var søn af assessor i den norske Hofret, etatsråd Fredrik Stockfleth (født 1701, død 24. januar 1748) og Anne Cathrine, født Walker.

## Liv og gerning
Han blev sekondløjtnant i marinen 1755 og avancerede 1760 til premierløjtnant, 1767 til kaptajnløjtnant, 1770 til kaptajn, 1781 til kommandørkaptajn, 1790 til Kommandør, 1797 til kontreadmiral og 1804 til viceadmiral.
I 1756 ansattes han som interimsekvipagemester, 1759-63 var han adjudant ved Søkadetkorpset. I 1773 førte han fregatten "Langeland" i viceadmiral Kaas’ eskadre og i 1774-75 samme skib som vagtskib ved København. I 1779 var han chef for orlogsskibet "Mars", i 1780 for "Christiania" og i 1784 for "Wagrien" (hvor han havde det særlige hverv at undersøge de armandske søure). I 1786 besejlede han den af den engelske konge til kronprinsen forærede chebek "Lindormen" og erholdt ved samme lejlighed Anerkendelse for udvist konduite ved opbringelse af en engelsk kaper.
I 1788 var han chef for orlogsskibet "Ditmarsken", i 1794 for "Odin" og i 1795 for "Sjælland". Han var endvidere hvervingschef. I årene 1796-97 benyttedes han som meddommer i adskillige krigsretter, i 1801 overtog han kommandoen over den norske sødefension (søforsvar) tillige med den i Norge stationerede eskadre, og i denne stilling forblev han til 1805.
Den 30. juni 1779 optoges han i den danske adelstand, i 1808 blev han "hvid ridder".
I 1814 fik han sin afsked. Efter sin afsked flyttede han til Norge.

## Familie
I 1767 giftede han sig med Johanne Georgia Vieth (født 2. maj 1749, død i København 18. januar 1797), datter af kaptajn og ekvipagemester Johan Georg Vieth og Cathrine Nicoline f. v. Brüggemann.